# Fresslack
Als Fresslack bezeichnet man eine Darreichungsform von Insektiziden, bei denen eine lackartige Flüssigkeit in kleinen Näpfen ausgestellt oder mit dem Pinsel verstrichen wird. Der Lack enthält je nach Hersteller und Typ unterschiedliche Wirkstoffe oder Kombinationen derselben.
Häufig werden Ameisen mit Fresslack bekämpft, er wird daher oft auch unter dem Namen Ameisenfresslack vertrieben. Der Lack enthält dann neben Zucker, Gelatine und Locksubstanzen oft Wirkstoffe, die die fertilen Insekten schädigen. Die lackartige Lösung erleichtert den Arbeiterinnen die Aufnahme und schnelle Weitergabe im Nest, so dass der Wirkstoff bis zu den Königinnen gelangt, das Brutgeschehen zum Erliegen kommt und die Kolonie ausstirbt. Weitere Wirkstoffgruppen unterbinden die Larvenentwicklung oder andere, für Ameisen lebenswichtige Funktionen. Der Erfolg tritt erst nach einiger Zeit ein.